# فيرن تروير
 فيرن تروير  (بالإنجليزية: Vernon Jay Troyer)‏ (مواليد 1 يناير 1969 – 21 أبريل 2018) ممثل أمريكي ومؤدي حيل، من أقصر الممثلين الأقزام الذين شاركوا في السينما العالمية، اكتسب شهرة عالمية بعد تأديته عدة أدوار سينمائية من أشهرها دور «ميني مي» في سلسلة من أفلام أوستن باورز الكوميدية كما وشارك أيضاً في الجزء الأول في سلسلة هاري بوتر.

## روابط خارجية
فيرن تروير على موقع IMDb (الإنجليزية)
- فيرن تروير على موقع روتن توميتوز (الإنجليزية)
- فيرن تروير على موقع ألو سيني (الفرنسية)
- فيرن تروير على موقع تيرنر كلاسيك موفيز (الإنجليزية)
- فيرن تروير على موقع أول موفي (الإنجليزية)
- فيرن تروير على موقع قاعدة بيانات الأفلام السويدية (السويدية)
- فيرن تروير على موقع إن إن دي بي (الإنجليزية)
- فيرن تروير على موقع قاعدة بيانات الفيلم (الإنجليزية)
- فيرن تروير على موقع كينوبويسك (الروسية)